# مونترو (مرا با نامت صدا کن)
«مونترو (مرا با نامت صدا کن)» (انگلیسی: Montero (Call Me by Your Name)) ترانه‌ای از رپر و خوانندهٔ آمریکایی لیل ناز اکس است. این ترانه در فوریه ۲۰۲۱ برای اولین بار در تبلیغات سوپر بول ال‌وی پیش‌نمایش داده شد و در ۲۶ مارس ۲۰۲۱ از طریق کلمبیا رکوردز منتشر شد. این ترانه که توسط لیل ناز اکس همراه با تهیه‌کنندگان آن، تیک ا دیتریپ، عمر فدی و روی لنزو نوشته شده‌است، تک‌آهنگ اصلی آلبوم مونترو است که انتظار می‌رود در اواسط سال ۲۰۲۱ منتشر شد.
این ترانه بخاطر مضامین کوئیر خود، از جمله اشعار همجنسگرایانه صریح آن و نامش که از رمان و فیلم عاشقانه همجنس‌گرایی مرا با نامت صدا کن گرفته شده، مورد توجه قرار گرفته‌است. در حالی که ترانه، موزیک ویدئو و تبلیغات مرتبط با آن مورد استقبال مثبت برخی قرار گرفت، اما در بین برخی از منتقدان اجتماعی در ایالات متحده نیز مورد مناقشه بود، زیرا برای کودکان، به ویژه کفش‌های شیطانی غیراخلاقی یا مضر به نظر می‌رسید.
«مونترو (مرا با نامت صدا کن)» در بالاترین جایگاه جدول بیلبورد هات ۱۰۰ ایالات متحده آغاز به کار کرد و پس از «جاده شهرک قدیمی»، به دومین هیت نامبروان لیل ناز اکس در این جدول تبدیل شد. همچنین در ۲۲ آوریل ۲۰۲۱ توسط انجمن صنعت ضبط موسیقی ایالات متحده آمریکا (RIAA) گواهی‌نامه پلاتین دریافت کرد. در کشورهای دیگر، این ترانه در بالاترین جایگاه جدول استرالیا، اتریش، کانادا، فنلاند، فرانسه، یونان، ایرلند، اسرائیل، لیتوانی، نروژ، پرتغال و پادشاهی متحده رسید و در ده جایگاه برتر جدول کشورهای بلژیک، دانمارک، آلمان، مجارستان، ایتالیا، هلند، نیوزیلند، اسلواکی، اسپانیا، سوئد و سوئیس قرار گرفت.